# Isaac Broydé
Pour les articles homonymes, voir Broydé.
Isaac Broydé (né à Zelva, Porozowo, gouvernement de Grodno, en Russie, actuellement en Biélorussie, 23 février 1867 et mort le 15 avril 1922 à New York) est un orientaliste juif russe.

## Sa vie
Après avoir été éduqué au Gymnase de Grodnohe, il vient en 1883 à Paris. Il étudia à la Sorbonne, et reçoit son diplôme de l'École des Langues Orientales en 1892, et de l'École des Hautes Études, Section des Sciences Historiques et Philologiques, en 1894. 
De 1890 à 1895, il est le secrétaire de Joseph Derenbourg, puis, à la mort de ce dernier, est nommé par le comité de publication de l'Alliance israélite universelle comme l'un des collaborateurs pour continuer la publication des œuvres de Saadia, entreprise par Derenbourg.
En 1895 Broydé est nommé bibliothécaire de l'Alliance Israélite Universelle, poste qu'il occupe pendant cinq ans. Il se rend alors à Londres, et au cours de son cours séjour, catalogua la bibliothèque d'Elkan Adler. La même année, il part pour New York, et rejoignit le comité éditorial de la Jewish Encyclopedia. Il travaille aussi à la New York Public Library.

## Son œuvre
Broydé fut l'auteur des travaux suivants : 
- Résumé des Réflexions sur l'âme de Baḥya ben Joseph ibn Pakuda, Paris, 1894
- Torat ha-Nefesh : Réflexions sur l'âme de Baḥya ben Joseph ibn Pakuda, traduit de l'arabe en hébreu, avec notes et introduction, Paris, 1894
- La Prise de Jérusalem par les Perses, sous Heraclius, Orléans, 1896, traduit d'un vieux manuscrit arabe dans la collection du Comte de Couret de documents relatifs aux Croisades.

Il contribue à divers articles sur les sujets juifs dans la Jewish Quarterly Review et la Revue des Études Juives.